# Desa Cintakarya (administrativ by i Indonesien, lat -7,66, long 108,50)
Desa Cintakarya är en administrativ by i Indonesien.   Den ligger i provinsen Jawa Barat, i den västra delen av landet, 240 km sydost om huvudstaden Jakarta.